# Rezerwat przyrody Białodrzew Kopicki
Rezerwat przyrody „Białodrzew Kopicki” – rezerwat wodny o powierzchni 10,56 ha, w województwie zachodniopomorskim, w powiecie goleniowskim, w gminie Stepnica, 0,3 km na zachód od Kopic, na brzegu i wodach przybrzeżnych Zalewu Szczecińskiego. Został utworzony na mocy zarządzenia Ministra Leśnictwa i Przemysłu Drzewnego z dnia 11 kwietnia 1985.

## Charakterystyka
Rezerwat położony jest na terenie trzech obszarów sieci Natura 2000: dwóch obszarów specjalnej ochrony ptaków  „Zalew Szczeciński” PLB320009 i „Łąki Skoszewskie” PLB320007, oraz obszaru siedliskowego „Ujście Odry i Zalew Szczeciński” PLH320018.
Celem ochrony jest zachowanie wodnej strefy litoralu, aluwialnej terasy z rzadką roślinnością wodną, szuwarową i zaroślową oraz fragmentu lasu łęgowego.
Zarządca: Urząd Morski w Szczecinie. Nadzór: Regionalny Konserwator Przyrody w Szczecinie.
Na mocy planu ochrony ustanowionego w 2007 roku, obszar rezerwatu objęty jest ochroną czynną.
Wzdłuż brzegu nad Zalewem Szczecińskim prowadzi znakowany zielony turystyczny Szlak Stepnicki do Wolina.